# Association internationale des débardeurs
L'Association internationale des débardeurs (AID) (anglais:International Longshoremen’s Association (ILA)) est un syndicat nord-américain représentant les débardeurs de la côte est des États-Unis et du Canada, la Côte du Golfe (États-Unis), les Grands Lacs, Porto Rico et les eaux intérieures de l'Amérique du Nord. L'AID compte près de 200 locaux affiliés dans les villes portuaires de ces régions côtières.